# لوون ماناساریان
لوون ماناساریان (ارمنی: Լևոն Մանասերյան؛ زادهٔ ۳ ژوئن ۱۹۲۵ - درگذشته ۱۲ سپتامبر ۲۰۱۹) یک هنرمند و استاد دانشگاه اهل ارمنستان بود.

## زندگی
در ۳ ژوئنِ ۱۹۲۵ در واغارشاپات به دنیا آمد . وی همچنین برنده نقاش شایسته ارمنستان شوروی شده‌است. ماناساریان در ۱۲ سپتامبرِ ۲۰۱۹ در سن ۹۴ سالگی درگذشت.